# Les Jeunes Garçons
Les Jeunes Garçons (Shônen) est une nouvelle de Jun'ichirō Tanizaki publiée en juin 1911 dans la revue Subaru.

## Résumé
Récit écrit à la première personne, la nouvelle raconte les souvenirs d'enfance du narrateur et de ses jeux dans une grande maison où il se trouve livré à lui-même en compagnie de trois autres enfants : Shin-Ichi et Mitsuko, le fils et la fille du propriétaire de la maison et Senkichi, un jeune palefrenier. Très vite les jeux innocents vont dériver vers des jeux plus pervers : sado-masochisme, fétichisme, scatologie.

## Thèmes
Les thèmes abordés ici reflètent les fantasmes récurrents de l'auteur.

## Édition française
- Les Jeunes Garçons dans Œuvres, vol. 1 (1910-1936), Paris, Gallimard, coll. « Bibliothèque de la Pléiade », 1997
- Les Jeunes Garçons dans Le Tatouage et autres récits, Paris, Sillage, juin 2010  (ISBN 978-2-916266-67-1)